# (17945) Hawass
(17945) Hawass ist ein Asteroid des Hauptgürtels, der am 14. Mai 1999 vom australischen Amateurastronomen John Broughton an seiner privaten Sternwarte, dem Reedy-Creek-Observatorium (IAU-Code 428), in Queensland, Australien entdeckt wurde.
Der Asteroid wurde nach dem ägyptischen Ägyptologen Zahi Hawass (* 1947) benannt, der als Generalsekretär der ägyptischen Altertümerverwaltung (Supreme Council of Antiquities, SCA) für eine höhere Beachtung der Ägyptologie in den internationalen Medien und der Weltöffentlichkeit sorgte.